# لانگ لیک (مینه‌سوتا)
لانگ لیک، مینه‌سوتا (به انگلیسی: Long Lake, Minnesota) یک شهر در ایالات متحده آمریکا است که در شهرستان هنپین، مینه‌سوتا واقع شده‌است.

## خصوصیات
لانگ لیک ۲٫۴۱ کیلومترمربع مساحت و ۱٬۷۶۸ نفر جمعیت دارد و ۲۹۲ متر بالاتر از سطح دریا واقع شده‌است.